# Live in Guildford
Live in Guldford is een livealbums in de fanclubserie van de Britse groep King Crimson.

## Geschiedenis en bezetting
Opgenomen vlak na hun The Beat Club, Bremen is er toch al enige progressie te bespeuren; men raakt beter op elkaar ingespeeld. Men is dan:
- Robert Fripp - gitaar, mellotron
- David Cross - viool, fluit, mellotron
- John Wetton - basgitaar, zang
- Bill Bruford - drums
- Jamie Muir - onder andere percussie

Vooral de Improv loopt geheel uit de hand en klokt af op meer dan 25 minuten. De opnamen klinken zeer ver weg, maar je krijgt een goede indruk van hoe het die avond toeging op het podium. Helaas valt bij Exiles het geluid geheel weg; het nummer wordt qua opname abrupt afgebroken.  

## Composities
1. Larks' Tongue in Aspic (Part I)
2. Book of Saturday (Daily games)
3. Improv: All That Glitters Is Not Nail Polish
4. Exiles

## Trivia
- Afkorting voor track 1 is LTAptI.
- Opgenomen in de Civic Hall of Guildford.

Jaren 60: mei, juni 1969; Marquee Londen · 5 juli 1969; Hyde Park Londen · 21/22 november 1969; San Francisco
Jaren 70: 11 mei 1971; Plymouth · 10 augustus 1971; Marquee Londen · 16 oktober 1971; Brighton · 13 december 1971; Detroit · 26 februari 1972: Jacksonville · 27 februari 1972;Orlando · 12 maart 1972; Denver radio · 13 maart 1972; Denver live · 27 maart 1972; Boston · 13 oktober 1972; Frankfurt am Main · 17 oktober 1972; Bremen · 13 november 1972; Guildford · 15 november 1973; Zürich · 29 maart 1974; Heidelberg · 30 maart 1974; Mainz · 1 april 1974: Kassel · 24 juni 1974, Toronto· 1 juli 1974, New York
Jaren 80: 30 april 1981; Bath · 30 juli 1982; Philadelphia · 2 augustus 1982; New York · 13 augustus 1982; Berkeley · 25 augustus 1982; Cap D’Agde · 29 september 1982; München · 17-30 januari 1983; studiowerk · mei-november 1983
Jaren 90: VROOOM sessies;april/mei 1994; studio · 1 juli 1995; Wiltern · 20-25 november 1995; Broadway · 29 november 1995; Chicago · 26 augustus 1996; 2e maal Philadelphia · mei 1997; Nashville studio · 1-4 december 1997 (P1) · 4 juni 1998; Chicago (P2) · 1 juli 1998; Northampton (P2) · 1 november 1998; San Francisco (P4) · 25 maart 1999; Austin (P3)
Jaren vanaf 2000: 11 juni 2000; Warschau · 9/10 november 2001; Nashville live · 3 maart 2003: Alexandria (P3) · april 2003 · najaar 2003; Japan · 20 juni 2003; Milaan · 16 november 2003; New Haven ·  28 juni 2017; Chicago